# Byala (Roussé)
Pour les articles homonymes, voir Byala.
Byala (en bulgare : Бяла) est une ville du nord de la Bulgarie, située dans la province (oblast) de Roussé.